# IFK Ystad HK
IFK Ystad HK (Idrottsföreningen Kamraterna Ystad Handbollklubben) ist ein schwedischer Handballverein aus Ystad. Der Verein ist die Ausgliederung der Handballsparte des IFK Ystad.

## Geschichte
Zu den Erfolgen der in der Elitserien spielenden ersten Herren-Mannschaft gehören die Teilnahme am Meisterschaftsviertelfinale in den Jahren 2000/2001, 2002/2003 und 2004/2005 sowie dem Halbfinale 2003/2004.
Der Verein geriet wiederholt in wirtschaftliche Schwierigkeiten, so im Jahr 2009 und erneut, nach dem Abstieg aus der herrlaget, im Jahr 2022.

## Heimspielstätte
Heimspielstätte ist seit 2016 die Ystad Arena, zuvor spielte das Team in der 2400 Zuschauer fassenden Österporthallen.